# Monocelis tenella
Monocelis tenella är en plattmaskart. Monocelis tenella ingår i släktet Monocelis och familjen Monocelididae. Utöver nominatformen finns också underarten M. t. japonica.